# Scansano
Scansano település Olaszországban, Toszkána régióban, Grosseto megyében. Lakosainak száma 4310 fő (2023. január 1.). Scansano Campagnatico, Grosseto, Magliano in Toscana, Manciano és Roccalbegna községekkel határos.

## Népesség
A település lakossága az elmúlt években az alábbi módon változott:
| Lakosok száma | 4354 | 4381 | 4310 |
|               | 2017 | 2018 | 2023 |